# Dickinson Bishop
Dickinson Bishop, född 24 mars 1887 i Dowagiac, Michigan, död 16 februari 1961 i Ottawa, Illinois, var en amerikansk affärsman. Tillsammans med sin dåvarande fru Helen Bishop var han en överlevare av RMS Titanics förlisning 1912. Paret gav en detaljerad intervju om förlisningen i tidningen Dowagiac Daily News den 20 april 1912, och båda vittnade i den amerikanska rättegång rörande förlisningen som följde.
Dickinson Bishops första fru var mycket rik genom ett arv, och när hon dog 1910 ärvde han en stor andel i företaget Round Oak Stove Company. Han gifte om sig med Helen Walton 1911, och de reste till Europa och Afrika på bröllopsresa. Inför hemresan bokade de biljett till den splitternya ångaren RMS Titanics jungfrufärd.
Helen och Dickinson Bishop steg ombord på RMS Titanic i Cherbourg och reste i första klass. Deras hytt låg på det högt belägna B-däcket och de imponerades under resan av lyxen och komforten på fartyget. Kvällen den 14 april hade frun Helen gått till sängs medan Dickinson läste i hytten. De noterade kollisionen med isberget och gick ut på däck för att undersöka saken. En steward sade att det inte var något att oroa sig över så de gick tillbaka. Hyttgrannen Albert Stewart övertygade strax därpå paret att något inte stod rätt till. De såg sedan John Jacob Astor IV samtala lågmält med kapten Edward Smith. Astor ska sedan ha uppmanat den grupp passagerare som samlats att ta på sig sina livbälten. Inte många på fartyget var vid denna tidpunkt medvetna om att något fruktansvärt skulle komma att ske och paret Bishop som nu tagit sig upp till båtdäckets styrbordssida ombads att gå i den första av fartygets livbåtar som kom att sjösättas, nummer 7. Ilastningen övervakades av förste styrman William Murdoch, men han hade problem med att hitta passagerare som var villiga att gå i. Murdoch lät flera män stiga i båten, något som var uteslutet på babordssidan där andre styrman Charles Lightoller åtföljde devisen "kvinnor och barn i livbåtarna" strikt. Enligt frun Helen skulle Dickinson själv ha puttats ner i livbåten. Till slut firades båten med endast 28 personer där kapaciteten var 65 personer. Dessa var uteslutande från första klass och besättningen.
Paret Bishop kunde sedan följa förlisningen på håll från livbåten, de såg hur en efter en av raderna med Titanics ventiler försvann under vattenytan. De såg hur aktern reste sig och när ljuset slocknade och kunde fortfarande urskilja konturer av människor på däcken när fartyget slutligen gick under. Helen Bishop berättade sedan om sina medpassagerare i båten att en "tysk baron" (Alfred Nourney) satt och rökte och vägrade hjälpa till att ro livbåten, och att den franske piloten Pierre Maréchal hade på sig sin monokel hela natten utan undantag, även när han rodde. En steward hade fått med sig någon typ av gröna svaga ljus som han då och då tände i båten och Helen Bishop berättade att dessa fick personer i de andra båtarna och de som hamnat i havet att ropa. Runt klockan 5 på morgonen den 15 april plockades livbåten upp av det undsättande fartyget RMS Carpathia.
Dickinson Bishop berättade i de förhör som hölls av USA:s senat att han hört flera passagerare berätta att de sett besättningsmän som hade stora problem med att stänga några av Titanics vattentäta dörrar.
I november 1914 var paret med om en bilolycka som skadade Helen svårt. Dickinson klarade sig i det närmaste oskadd, men Helen fick på grund av sina skador operera in en metallplatta i sin skalle. Olyckan lär ha personlighetsförändrat henne och hon krävde skilsmässa från maken vilken gick igenom 1916. Bara två månader senare dog hon i en fallolycka. Dickinson Bishop gifte nästan samtidigt om sig för tredje gången. Han flyttade sedan till Ottowa i Illinois där han bodde resterande delen av sitt liv.

## Fotnoter
1. 1 2  Encyclopedia Titanica.[källa från Wikidata]
2. ↑  ”Dickinson H. Bishop (1887-1961) – Find a...”. sv.findagrave.com. https://sv.findagrave.com/memorial/6597063/dickinson-h-bishop. Läst 16 oktober 2024.
3. ↑  https://www.encyclopedia-titanica.org/bishop-interview-concerning-titanic-disaster.html
4. ↑  https://www.encyclopedia-titanica.org/titanic-survivor-dying.html